# Wade-Giles

„Národní jazyk“ zapsaný tradičními a zjednodušenými znaky, romanizovaný pchin-jinem, Gwoyeu Romatzyh, Wade-Gilesem a yaleskou transkripcí

Wade-Giles, případně Wade-Gilesova transkripce ([ˌweɪd ˈdʒaɪlz]; čínsky 韋氏拼音 / 韦氏拼音, pchin-jin Wéi-Shì Pīnyīn, Wade-Gilesem Wei2-Shi4 P’in1-yin1) je romanizace (transkripce) čínštiny. Systém byl navržen profesorem čínštiny v Cambridgi Thomasem Francisem Wadem v polovině 19. století (Peking Syllabary, 1859) a upraven (poněkud zjednodušen) Wadeovým nástupcem v Cambridgi Herbertem Gilesem na přelomu staletí (Chinese–English Dictionary, 1892) jako národní transkripce pro angličtinu. Ovšem systém se stal velmi populární i mimo anglofonní prostor, užíván (a užívání do jisté míry přetrvává) byl dlouho fakticky na Tchaj-wanu, řada dalších národních transkripcích z Wade-Gilese vychází (i česká je jím významně ovlivněna).
Systém vychází z anglické abecedy. Dále byla abeceda systému doplněna o užívání apostrofu u souhlásek s přídechem (t [t] proti t’ [tʰ]), užívá se trema nad u (ü) a tóny se značily číslicemi (1–4) v horním indexovém prostoru.